# Pazim
Pazim – budynek w Szczecinie, przy pl. Rodła (DW115) i al. Wyzwolenia.

## Opis
Tworzy kompleks pełniący funkcje biurowca, centrum bankowego i handlowego, hotelu oraz dwukondygnacyjnego parkingu podziemnego. Wysokość budynku to 92 m (83 m), a razem z masztem antenowym mierzy 128 m (113 m). Został zaprojektowany przez architekta Miljenkę Dumencicia, a otwarty w 1992 roku.
W części biurowej swoje siedziby mają takie firmy jak: Hestia, SoftVig, WAYN, Unity Line, G2 TEAM, swoją regionalną siedzibę ma także TVN24, a największą część zajmuje Polska Żegluga Morska, która ma w budynku Pazim swoją główną siedzibę. Centrum bankowe skupia: Bank Pekao SA, Citibank, Raiffeisen Bank Polska oraz Bank Millennium. W skład kompleksu Pazim wchodzi także czterogwiazdkowy Radisson Blu Hotel.
Do ciekawych obiektów należy kawiarnia Café 22, która znajduje się na ostatnim, 22 piętrze budynku, skąd widać panoramę całego miasta i okolic. W kompleksie znajduje się także klub Disco Fama.
Powyżej znajduje się piętro teletechniczne oraz dach z infrastrukturą dla instalacji radiowych. Na piętrze teletechnicznym znaleźć można większość operatorów telekomunikacyjnych, m.in. T-Mobile, Plus, TPSA, Atman, Energis, Netia i inni. Swoje anteny nadawcze mają tutaj zainstalowane trzy stacje radiowe: RMF Maxxx Szczecin (98,4 MHz), RMF Classic (98 MHz) oraz Radio Super FM, a także testowy multipleks DVB-T spółki MWE Networks (kanał 39; 618 MHz). W przeszłości sygnał z tego obiektu emitowała telewizja TV4. Budynek stanowi jeden z centralnych węzłów telekomunikacyjnych w mieście oraz (ze względu na wysokość) dogodne miejsce do komunikacji radiowej.

## Galeria

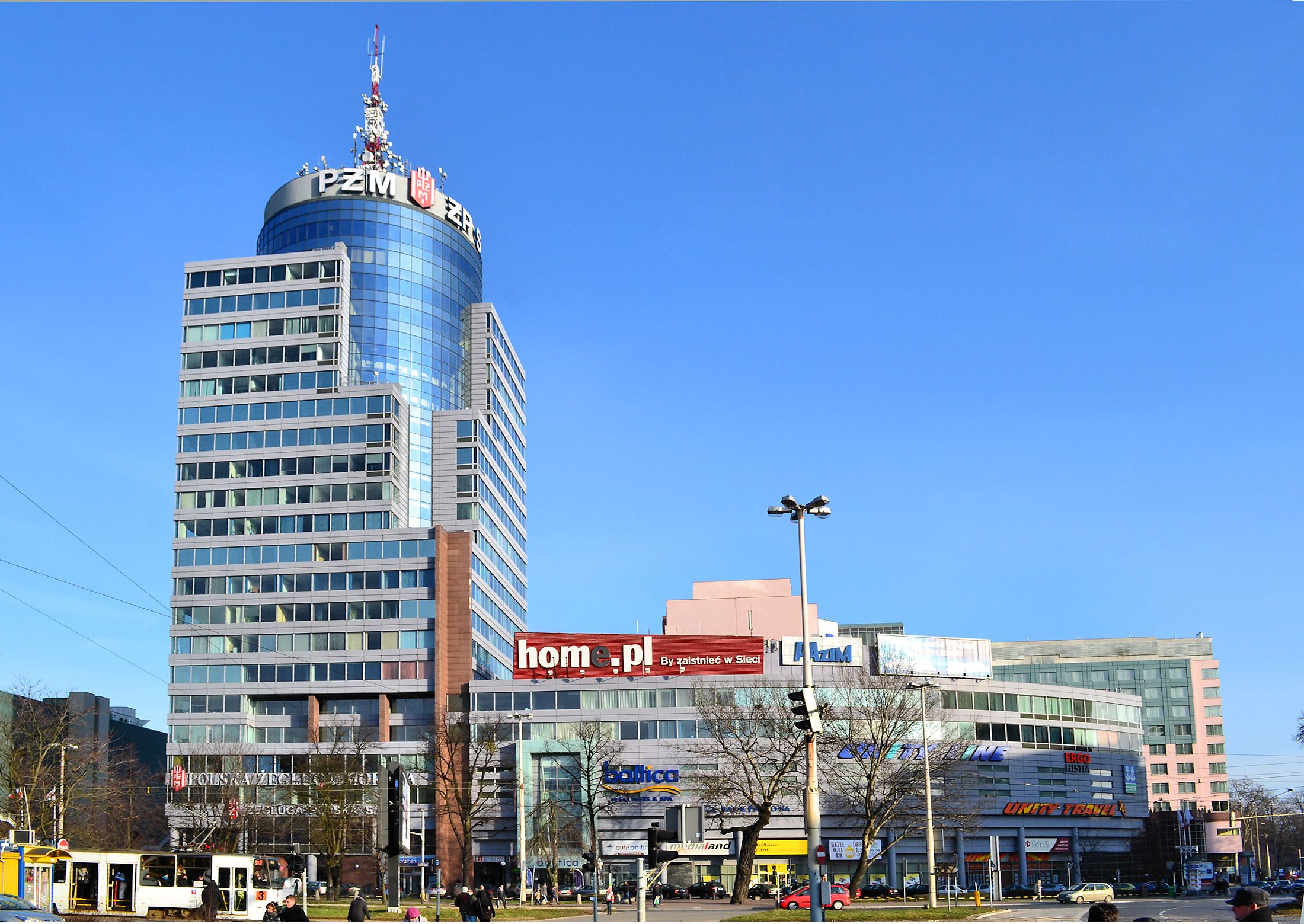
Pazim od strony alei Wyzwolenia
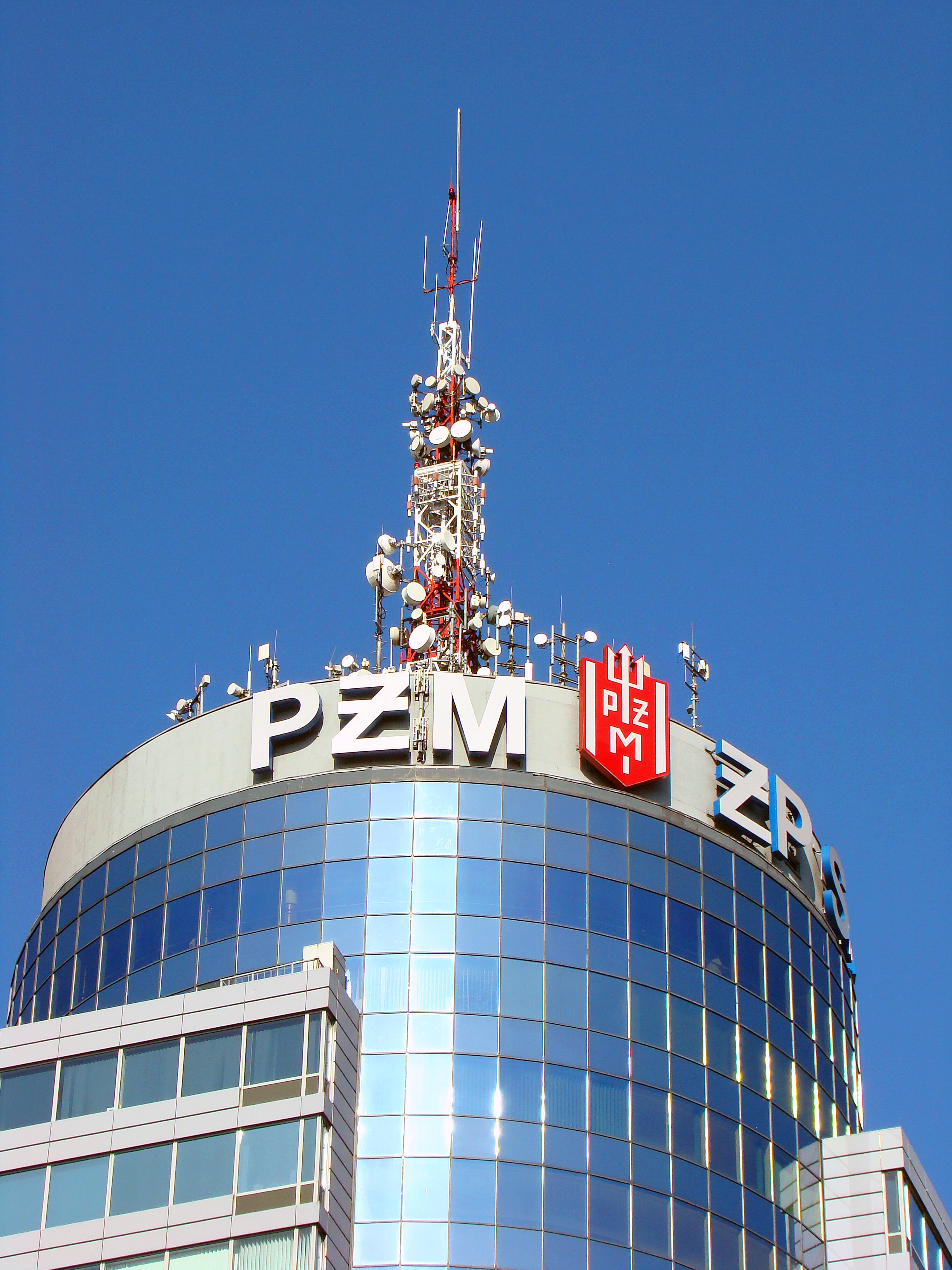
Szczyt biurowca Pazim
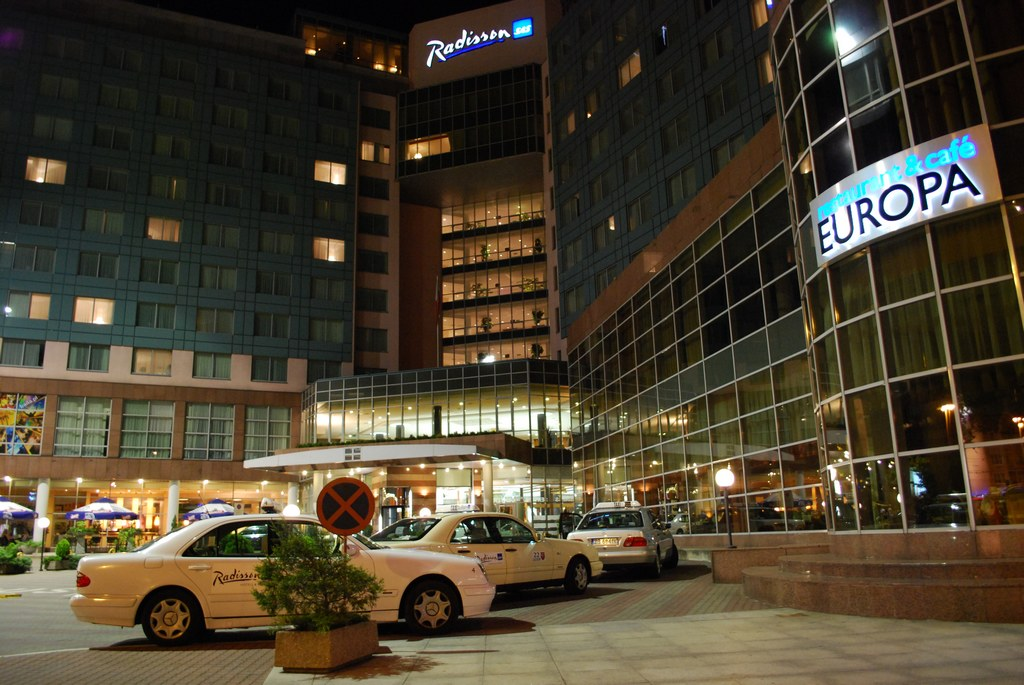
Hotel Radisson